# Bis(2-chloroéthyl)éthylamine
La bis(2-chloroéthyl)éthylamine, ou HN-1, est une moutarde azotée de formule chimique (ClCH2CH2)2NCH2CH3. C'est un agent alkylant et un puissant vésicant développé dans les années 1920 et 1930 contre les verrues puis comme arme chimique. À ce titre, elle est inscrite dans le tableau 1 de la Convention sur l'interdiction des armes chimiques. Elle se présente sous la forme d'un liquide huileux incolore à jaune pâle avec une légère odeur de poisson ou de moisi. 
Le HN-1 réagit violemment avec les alliages de fer et les corrode à une température égale ou supérieure à 65 °C. Il réagit avec les métaux en général en libérant de l'hydrogène, ce qui est susceptible de provoques des explosions.

## Symptômes d'une exposition au HN-1
Étant un agent alkylant, le HN-1 endommage l'ADN. Il provoque une immunosuppression. L'exposition au HN-1 peut être fatale. Ses effets sur la peau et les muqueuses sont aggravés avec l'humidité. L'alkylation provoque des lésions à la rate, à la moelle osseuse et aux ganglions lymphatiques, ce qui peut provoquer des anémies, des leucopénies et des hémorragies internes. L'effet vésicant provoque des cloques et des liaisons cutanées.
La manifestation des symptômes dépend de la façon dont l'organisme a été exposé et de la quantité de substance en contact avec les tissus. L'effet d'une exposition des yeux à des vapeurs peut être simplement lacrymogène, tandis que des quantités plus importantes conduisent à une inflammation, voire un œdème, et de grandes quantités de HN-1 peuvent provoquer une ulcération de la cornée et mener à la cécité. L'inhalation se manifeste d'abord par une atteinte des voies respiratoires supérieures, puis des bronches, avec dyspnée et douleurs dans les sinus, puis inflammation des voies respiratoires, pneumonie, nécrose de l'épithélium respiratoire et desquamation pouvant conduire à la mort par obstruction l'appareil respiratoire ou des suites de la pneumonie. Le contact cutané se manifeste d'abord par des rougeurs évoluant en cloques et brûlures, avec nécrose dans les phlyctènes voire toxicité systémique en cas de plus grandes quantités ; les atteintes cutanées sur plus de 25 % de la surface corporelle sont souvent fatales.
Les symptômes n'apparaissent qu'après plusieurs heures à plusieurs jours après l'exposition, mais ils peuvent apparaître plus tôt en cas d'exposition sévère. Dans ce cas, les lésions oculaires se manifestent après une à deux heures, celles des voies respiratoires après deux à six heures, et les lésions cutanées après six à douze heures (plus rapidement dans l'air chaud ou humide) ; ces durées sont portées respectivement à 3–12 heures, 12–24 heures et 24–48 heures en cas d'exposition modérée.

## Effets durables et traitement
Le traitement d'une exposition au HN-1 est avant tout palliatif dans la mesure où il n'existe pas d'antidote. Les effets peuvent être de longue durée voire permanents. Ces composés sont également cancérogènes, reprotoxiques et peuvent affecter le développement. Des expositions répétées ou sévères sont susceptibles d'induire des cancers de la peau et des voies respiratoires, des lésions rénales et une immunosuppression.